# 朱存樞
秦世子朱存樞（1592年2月22日—1629年3月29日）是明朝秦王朱誼漶之庶長子，生母李氏。1978年4月位於西安市南郊的朱存樞墓被發掘。據發掘出土的《大明秦世子暨妃張氏合葬壙誌》記載，朱存樞生於萬曆二十年（1592年）正月初十，萬曆二十五年（1597年）三月十六賜名，萬曆四十四年（1616年）七月十七冊封秦世子，崇禎二年（1629年）三月初五以疾薨逝。該壙誌並清楚地記載了朱存樞死後無子。因此，歷來史書中所記載的有關朱存樞承襲為秦王並在李自成攻破西安後被俘投降均為錯誤。